# Курга (река, впадает в Ловозеро)
Курга (до Ефимозера Ленъявр) — река в России, протекает в Мурманской области. Впадает в Ловозеро. Длина реки составляет 81 км, площадь водосборного бассейна 1290 км².
Река берёт начало из озера Восточный Видпахкъявр, и протекает через озёра Верхний Ленъявр, Средний Ленъявр, Нижний Ленъявр, Ефимозеро, Яловое.
На промежутке между озером Верхний и Средний Ленъявр река слева принимает крупный приток — Юмперуайв.
Вблизи устья в Кургу справа впадает река Чёрная.

## Данные водного реестра
По данным государственного водного реестра России относится к Баренцево-Беломорскому бассейновому округу, водохозяйственный участок реки — Воронья от гидроузла Серебрянское 1 и до устья. Речной бассейн реки — бассейны рек Кольского полуострова, впадает в Баренцево море.
Код объекта в государственном водном реестре — 02010000812101000003942.